# Памятник самолёту Ил-18 (Шереметьево)
Па́мятник самолёту Ил-18 — достопримечательность и «визитная карточка» московского аэропорта Шереметьево существовавшая в 1979—2012 годах.
Памятник демонтирован и уничтожен в апреле 2012 года.

## Описание памятника
Представлял собой образец советского среднемагистрального четырёхмоторного пассажирского самолёта Ил-18 (модификация Ил-18В) с регистрационным номером CCCP-75554, один из 564 экземпляров.
Первый полёт самолётов данного типа состоялся в 1957 году. Экипаж состоял из пяти человек. Ил-18 перевозил 120 пассажиров, или 13500 кг. груза. Самолёт изначально проектировался как пассажирский и серийно производился с 1957 по 1985 год. Долгое время Ил-18 был основным среднемагистральным лайнером в СССР.
Самолёт Ил-18В с регистрационным номером СССР-75554 (серийный №075-01), находился в эксплуатации в «Аэрофлоте» с июля 1964 года, был списан спустя 15 лет, и в апреле 1979 года установлен на бетонный постамент на привокзальной площади аэропорта Шереметьево-1.
| На постаменте была закреплена аннотационная таблица с текстом: «Турбовинтовой самолёт Ил-18 создан конструкторским бюро под руководством академика С.В.Ильюшина. Первыми освоили самолёт: А.Г.Дубовицкий, Е.К.Калиновский, И.Л.Карпук, В.И.Лягин, Б.А.Лахтин, Н.Ф.Тарабрин, С.И.Тарасов, В.Е.Цыганков, К.Л.Ясаков, и другие. Монумент сооружён в честь трудовой доблести авиаспециалистов и в связи с 20-летием начала полётов Ил-18 на трассах Аэрофлота». 20 апреля 1979 г. |

## История
«В честь трудовой доблести авиаспециалистов и в связи с 20-летием начала полётов Ил-18 на трассах Аэрофлота», как гласила таблица на постаменте, в апреле 1979 года, на привокзальной площади аэропорта Шереметьево-1, был установлен на вечную стоянку самолёт Ил-18В с регистрационным номером СССР-75554.
В течение 33 лет он встречал и провожал пассажиров Шереметьево, став своего рода визитной карточкой московского аэропорта.
В 2012 году, новым генпланом развития города Химки, которому принадлежит территория посёлка аэропорта Шереметьево, занимаемое самолётом место было отведено под строительство коммерческого объекта. Операция по ликвидации памятника началась в апреле 2012 года. 
Чтобы избежать негативного отношения и противодействия со стороны авиационной общественности, администрация городского округа Химки предоставила для самолёта место в химкинском парке имени Л.Н.Толстого. Поскольку предполагавшаяся первоначально операция транспортировки вертолетом Ми-26 оказалась невозможной, лайнер пришлось разделить на части и перевезти в Химки автотранспортом, где специалисты приступили к обратной сборке.
В середине мая 2013 года неожиданно выяснилось, что уже почти собранный в парке Ил-18 в одночасье был порезан на металлолом. Оказалось, что самолёт распилили, «пойдя навстречу» «инициативной группе жителей города Химки», обратившихся в городскую администрацию с заявлением о том, что «ржавый самолёт» кажется им источником повышенной опасности.
В блог топ-менеджера Шереметьево Михаила Михайловича Василенко, лично курировавшего вопрос по перемещению памятника, посыпались вопросы о судьбе легендарного лайнера. Из пояснения оказалось, что «когда «Аэрофлот» снял машину со своего баланса, она стала фактически бесхозной. Земля, на которой был ранее установлен памятник, была отдана в аренду коммерческому предприятию «Шереметьево-Плаза» для постройки гостиницы. При демонтаже выяснилось, что самолёт находится в «ужасающе ветхом» состоянии, а перевозка его в Химки это состояние ещё более усугубила. Проще всего было про этот самолет забыть. Но мы сейчас всё-таки ищем способы, как можно было бы его восстановить из руин, понимая, что Ил-18 – это уникальный памятник гражданской авиации», – подчеркнул Михаил Василенко.
Пытаясь спасти ситуацию, 6 июня 2013 года, он собрал производственное совещание по вопросу установки памятника в районе аэропорта Шереметьево, на котором представители организаций, задействованных в демонтаже и перевозке самолёта, сообщили: «Ил-18 восстановлению уже не подлежит и будет утилизирован». Из стенограммы заседания следовало, что «взамен аэропорт намерен создать новый монумент. Им станет один из списанных Ил-62 – без сомнения, самолёт не менее легендарный и важный для истории Шереметьево».
4 июня 2015 года, на площадке возле терминала «В» аэропорта Шереметьево, был торжественно открыт новый постамент с самолётом Ил-62, регистрационный номер СССР-86492.